# Заднепроходно-копчиковые нервы
Заднепроходно-копчиковые нервы (лат. Nervi anococcygei) — нервы копчикового сплетения.
Они представлены несколькими (3—5) тонкими ветвями, которые следуют по передней поверхности копчиковой мышцы, между нею и мышцей, поднимающей задний проход, и у верхушки копчика, со стороны его латеральной поверхности, проникают в кожу, разветвляясь в области копчика до заднего прохода.